# Pleea tenuifolia
Pleea tenuifolia är en kärrliljeväxtart som beskrevs av André Michaux. Pleea tenuifolia ingår i släktet Pleea och familjen kärrliljeväxter. Inga underarter finns listade.